# Spa & Treatment
『Spa & Treatment』（スパ・アンド・トリートメント）は2010年3月26日にウェブ通信販売とライブ会場限定盤（規格品番：kro-10001）、同年8月25日に一般発売盤（規格品番：QIFK-50105）として発売された東京事変のライブ映像集。規格品番は異なるが、発売元は同じ黒猫堂からであり、自身の作品で初めての販売元でもある。一般発売盤はライブ映像集『ウルトラC』のDVD盤と同時発売された。ウェブ通信販売およびライブ会場限定盤も一般発売盤も収録内容は同一である。またウェブ通信販売とライブ会場限定で発売された作品は本作のみである。

## 概要
2007年に行われた初のライブハウス・ツアー「東京事変 live tour 2007 Spa & Treatment」より、最終公演の2007年11月21日Zepp Tokyo公演を収録。2008年にフジテレビで放送されたものを再編集したものが収録されている。
ファンからのDVD化の要望に応え、3年越しに満を持してリリースされた。当初は通信販売とライブ会場限定で販売されたため、発売日は全国ツアー「東京事変 live tour 2010 ウルトラC」の初日である2010年3月26日となっている。
特典映像として、2009年12月30日に出演したCOUNTDOWN JAPAN 09/10で演奏された「能動的三分間」「透明人間」の2曲、刄田綴色によるレコーディング風景写真の編集版「ヌード：X-2」が収録されている。

## 収録曲
全作詞：椎名林檎（注記を除く）
| #   | タイトル                                   | 作詞 | 作曲     |
| --- | ------------------------------------------ | ---- | -------- |
| 1.  | 「復讐」(作詞：椎名林檎、ロビー・クラーク) |      | 浮雲     |
| 2.  | 「酒と下戸」                               |      | 伊澤一葉 |
| 3.  | 「歌舞伎」                                 |      | 椎名林檎 |
| 4.  | 「OSCA」(作詞：浮雲)                       |      | 浮雲     |
| 5.  | 「ランプ」                                 |      | 浮雲     |
| 6.  | 「ミラーボール」(作詞：浮雲)               |      | 浮雲     |
| 7.  | 「金魚の箱」(作詞：伊澤一葉)               |      | 伊澤一葉 |
| 8.  | 「群青日和」                               |      | H是都M   |
| 9.  | 「ピノキオ」(作詞：伊澤一葉)               |      | 伊澤一葉 |
| 10. | 「某都民」                                 |      | 浮雲     |
| 11. | 「月極姫」                                 |      | 浮雲     |
| 12. | 「メトロ」(作詞：浮雲)                     |      | 浮雲     |
| 13. | 「鞄の中身」(作詞：椎名林檎・Robbie Clark) |      | 伊澤一葉 |
| 14. | 「丸ノ内サディスティック」                 |      | 椎名林檎 |
| 15. | 「閃光少女」                               |      | 亀田誠治 |
| 16. | 「私生活」                                 |      | 亀田誠治 |
| 17. | 「修羅場」                                 |      | 椎名林檎 |
| 18. | 「黒猫道」                                 |      | 伊澤一葉 |
| 19. | 「キラーチューン」                         |      | 伊澤一葉 |
| 20. | 「体」                                     |      | 浮雲     |
| 21. | 「SSAW」                                   |      | 伊澤一葉 |
| 22. | 「透明人間」                               |      | 亀田誠治 |

| #  | タイトル                                                | 作詞 | 作曲     |
| -- | ------------------------------------------------------- | ---- | -------- |
| 1. | 「能動的三分間」(Countdown Japan 09/10；2009年12月30日) |      | 椎名林檎 |
| 2. | 「透明人間」(Countdown Japan 09/10；2009年12月30日)     |      | 亀田誠治 |
| 3. | 「ヌード：X-2」(監督：刄田綴色)                         |      |          |

## 東京事変 live tour 2007 Spa & Treatment
このツアーは2007年10月から11月にかけて行われたライブハウス・ツアー。2006年に行われたツアー「東京事変 “DOMESTIC!” Just can't help it.」より、約1年4ヶ月ぶりに行われた。

### ツアーの日程
| 公演日         | 都道府県 | 会場         |
| -------------- | -------- | ------------ |
| 2007年10月18日 | 神奈川   | 横浜BLITZ    |
| 2007年10月25日 | 愛知     | Zepp Nagoya  |
| 2007年10月26日 | 愛知     | Zepp Nagoya  |
| 2007年10月31日 | 大阪     | Zepp Osaka   |
| 2007年11月1日  | 大阪     | Zepp Osaka   |
| 2007年11月2日  | 大阪     | Zepp Osaka   |
| 2007年11月7日  | 福岡     | Zepp Fukuoka |
| 2007年11月8日  | 福岡     | Zepp Fukuoka |
| 2007年11月10日 | 東京     | Zepp Tokyo   |
| 2007年11月11日 | 東京     | Zepp Tokyo   |
| 2007年11月14日 | 宮城     | Zepp Sendai  |
| 2007年11月16日 | 北海道   | Zepp Sapporo |
| 2007年11月20日 | 東京     | Zepp Tokyo   |
| 2007年11月21日 | 東京     | Zepp Tokyo   |